# Thomas Doll
Thomas Doll (Malchin, 9 aprile 1966) è un allenatore di calcio ed ex calciatore tedesco, di ruolo centrocampista.

## Carriera

### Giocatore

#### Club
Prima della caduta del Muro Thomas Doll, centrocampista offensivo, giocò nelle file di Hansa Rostock, dove è cresciuto calcisticamente, e Dinamo Berlino; successivamente vestì le maglie di vari club tedeschi ed italiani (Amburgo, Eintracht Francoforte, Lazio – che lo acquista per la cifra di 13 miliardi di lire per ovviare al grave infortunio che subì il neo acquisto biancoceleste Paul Gascoigne, divenendo il primo calciatore della ex-Germania Est a vestire la maglia di un club italiano – e Bari) prima di ritornare, nel 2001, all'Amburgo, dove chiuse la carriera agonistica.

#### Nazionale
Fu uno dei pochi giocatori che militarono sia nella nazionale di calcio della Germania dell'Est sia nella nazionale di calcio della Germania riunificata. Totalizzò 29 presenze e 7 gol con la nazionale della DDR e 18 presenze e una rete con la selezione della Germania riunificata, con cui arrivò secondo all'Europeo 1992.

### Allenatore
Dopo aver finito di giocare divenne allenatore del under 19 dell'Amburgo (dal 1º luglio 2001 al 28 dicembre 2002) e successivamente della seconda squadra (dal 29 dicembre 2002 al 17 ottobre 2004) e il 18 ottobre 2004 fu chiamato ad allenare la prima squadra in Bundesliga. Nella stagione 2005-2006 Doll riuscì a portare la squadra alla qualificazione in Champions League, ma nella stagione seguente l'Amburgo deluse le aspettative, essendo stato eliminato dalla Champions League dopo aver conseguito solo una vittoria nelle sei partite disputate e occupato per buona parte della stagione il 18º e ultimo posto del campionato. Doll è stato così esonerato il 1º febbraio 2007.

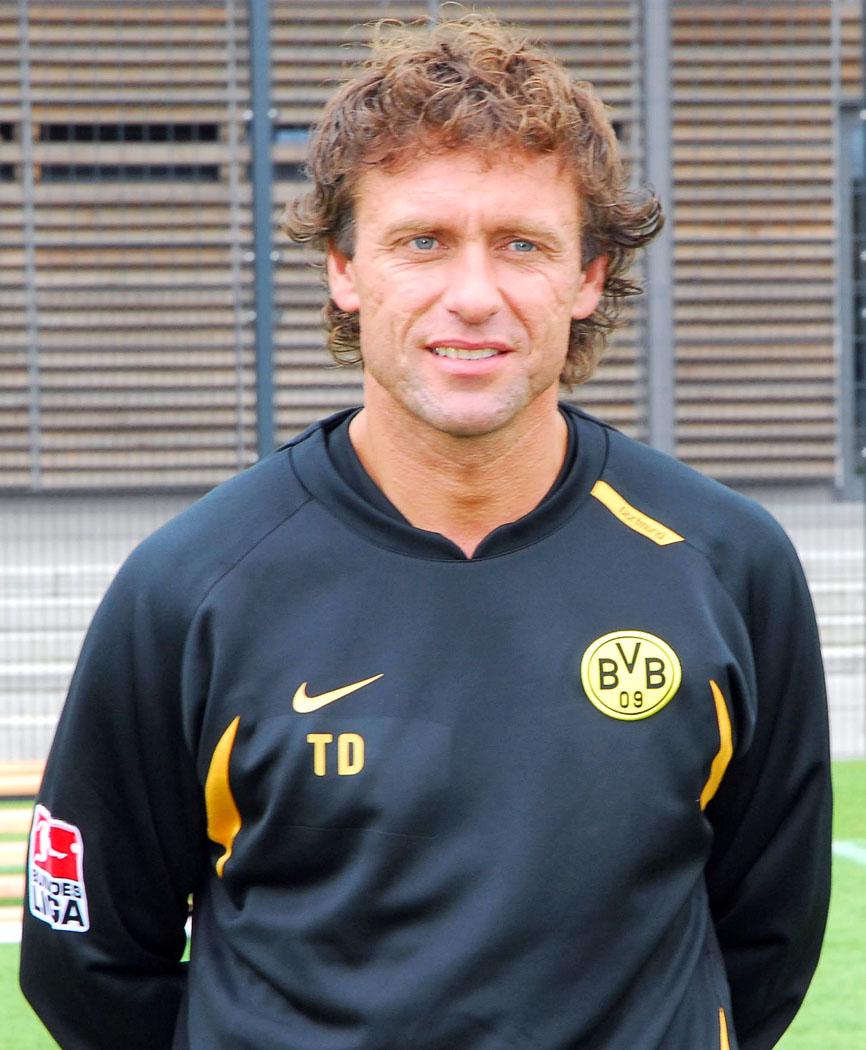
Doll in veste di allenatore del Borussia Dortmund nel 2007.

Il 13 marzo 2007 ha accettato la proposta di allenare il Borussia Dortmund. Tuttavia, a seguito dei mediocri risultati ottenuti nella stagione 2007-2008 (piazzamento al 13º posto in Bundesliga, peggiore risultato degli ultimi 20 anni), si è dimesso il 19 maggio 2008.
Il 18 giugno 2009 fino al 17 ottobre 2010 allenava il club turco Gençlerbirliği, squadra della Süper Lig turca. Doll è stato esonerato dopo 4 sconfitte in 8 gare.
Il 22 luglio 2011 si trasferisce in Arabia Saudita per allenare il club Al-Hilal di Riad. Viene esonerato il 5 gennaio 2012 a causa della pesante sconfitta in amichevole della sua squadra contro la Juventus (1-7).
Dopo un periodo sabbatico, è tornato ad allenare nel 2013 accettando la panchina del Ferencvaros, squadra di Budapest.
Nel 2019 siede sulla panchina dell’Hannover ultimo in classifica in Bundesliga, subentrando a campionato in corso ma fallendo nell’impresa di salvare la squadra sassone.
Nell’estate dello stesso anno, si trasferisce ai ciprioti dell’Apoel Nicosia, con cui viene eliminato ai playoff di Champions League dall’Ajax. La squadra di Doll giocherà quindi l’Europa League.

## Statistiche

### Cronologia presenze e reti in nazionale
| Cronologia completa delle presenze e delle reti in nazionale ― Germania Est | Cronologia completa delle presenze e delle reti in nazionale ― Germania Est | Cronologia completa delle presenze e delle reti in nazionale ― Germania Est | Cronologia completa delle presenze e delle reti in nazionale ― Germania Est | Cronologia completa delle presenze e delle reti in nazionale ― Germania Est | Cronologia completa delle presenze e delle reti in nazionale ― Germania Est | Cronologia completa delle presenze e delle reti in nazionale ― Germania Est | Cronologia completa delle presenze e delle reti in nazionale ― Germania Est |
| Data                                                                        | Città                                                                       | In casa                                                                     | Risultato                                                                   | Ospiti                                                                      | Competizione                                                                | Reti                                                                        | Note                                                                        |
| --------------------------------------------------------------------------- | --------------------------------------------------------------------------- | --------------------------------------------------------------------------- | --------------------------------------------------------------------------- | --------------------------------------------------------------------------- | --------------------------------------------------------------------------- | --------------------------------------------------------------------------- | --------------------------------------------------------------------------- |
| 26-3-1986                                                                   | Amarousio                                                                   | Grecia                                                                      | 2 – 0                                                                       | Germania Est                                                                | Amichevole                                                                  | -                                                                           | 68’                                                                         |
| 20-8-1986                                                                   | Lahti                                                                       | Finlandia                                                                   | 1 – 0                                                                       | Germania Est                                                                | Amichevole                                                                  | -                                                                           | 67’                                                                         |
| 10-9-1986                                                                   | Lipsia                                                                      | Germania Est                                                                | 0 – 1                                                                       | Danimarca                                                                   | Amichevole                                                                  | -                                                                           | 46’                                                                         |
| 13-5-1987                                                                   | Brandeburgo sulla Havel                                                     | Germania Est                                                                | 2 – 0                                                                       | Cecoslovacchia                                                              | Amichevole                                                                  | -                                                                           | 46’                                                                         |
| 3-6-1987                                                                    | Reykjavík                                                                   | Islanda                                                                     | 0 – 6                                                                       | Germania Est                                                                | Qual. Euro 1988                                                             | 1                                                                           | 77’                                                                         |
| 28-7-1987                                                                   | Lipsia                                                                      | Germania Est                                                                | 0 – 0                                                                       | Ungheria                                                                    | Amichevole                                                                  | -                                                                           | 67’                                                                         |
| 23-9-1987                                                                   | Gera                                                                        | Germania Est                                                                | 2 – 0                                                                       | Tunisia                                                                     | Amichevole                                                                  | 1                                                                           | 46’                                                                         |
| 10-10-1987                                                                  | Berlino Est                                                                 | Germania Est                                                                | 1 – 1                                                                       | Unione Sovietica                                                            | Qual. Euro 1988                                                             | -                                                                           |                                                                             |
| 28-10-1987                                                                  | Magdeburgo                                                                  | Germania Est                                                                | 3 – 1                                                                       | Norvegia                                                                    | Qual. Euro 1988                                                             | -                                                                           |                                                                             |
| 27-1-1988                                                                   | Valencia                                                                    | Spagna                                                                      | 0 – 0                                                                       | Germania Est                                                                | Amichevole                                                                  | -                                                                           | 85’                                                                         |
| 2-3-1988                                                                    | Mohammedia                                                                  | Marocco                                                                     | 2 – 1                                                                       | Germania Est                                                                | Amichevole                                                                  | -                                                                           |                                                                             |
| 31-8-1988                                                                   | Berlino Est                                                                 | Germania Est                                                                | 1 – 0                                                                       | Grecia                                                                      | Amichevole                                                                  | -                                                                           | 72’                                                                         |
| 21-9-1988                                                                   | Cottbus                                                                     | Germania Est                                                                | 1 – 2                                                                       | Polonia                                                                     | Amichevole                                                                  | -                                                                           | 65’                                                                         |
| 30-11-1988                                                                  | Istanbul                                                                    | Turchia                                                                     | 3 – 1                                                                       | Germania Est                                                                | Qual. Mondiali 1990                                                         | -                                                                           | 46’                                                                         |
| 13-2-1989                                                                   | Il Cairo                                                                    | Egitto                                                                      | 0 – 4                                                                       | Germania Est                                                                | Amichevole                                                                  | -                                                                           | 60’                                                                         |
| 8-3-1989                                                                    | Amarousio                                                                   | Grecia                                                                      | 3 – 2                                                                       | Germania Est                                                                | Amichevole                                                                  | -                                                                           | 46’                                                                         |
| 22-3-1989                                                                   | Gelsenkirchen                                                               | Germania Est                                                                | 1 – 1                                                                       | Finlandia                                                                   | Amichevole                                                                  | -                                                                           | 75’                                                                         |
| 12-4-1989                                                                   | Magdeburgo                                                                  | Germania Est                                                                | 0 – 2                                                                       | Turchia                                                                     | Qual. Mondiali 1990                                                         | -                                                                           | 19’                                                                         |
| 26-4-1989                                                                   | Kiev                                                                        | Unione Sovietica                                                            | 3 – 0                                                                       | Germania Est                                                                | Qual. Mondiali 1990                                                         | -                                                                           |                                                                             |
| 20-5-1989                                                                   | Lipsia                                                                      | Germania Est                                                                | 1 – 1                                                                       | Austria                                                                     | Qual. Mondiali 1990                                                         | -                                                                           | 46’                                                                         |
| 23-8-1989                                                                   | Erfurt                                                                      | Germania Est                                                                | 1 – 1                                                                       | Bulgaria                                                                    | Amichevole                                                                  | -                                                                           | 73’                                                                         |
| 6-9-1989                                                                    | Reykjavík                                                                   | Islanda                                                                     | 0 – 3                                                                       | Germania Est                                                                | Qual. Mondiali 1990                                                         | 1                                                                           |                                                                             |
| 8-10-1989                                                                   | Francoforte sul Meno                                                        | Germania Est                                                                | 2 – 1                                                                       | Unione Sovietica                                                            | Qual. Mondiali 1990                                                         | -                                                                           | 75’                                                                         |
| 25-10-1989                                                                  | Ta' Qali                                                                    | Malta                                                                       | 0 – 4                                                                       | Germania Est                                                                | Amichevole                                                                  | 2                                                                           | 46’                                                                         |
| 15-11-1989                                                                  | Vienna                                                                      | Austria                                                                     | 3 – 0                                                                       | Germania Est                                                                | Qual. Mondiali 1990                                                         | -                                                                           | 43’                                                                         |
| 24-1-1990                                                                   | Al Kuwait                                                                   | Francia                                                                     | 3 – 0                                                                       | Germania Est                                                                | Amichevole                                                                  | -                                                                           |                                                                             |
| 28-3-1990                                                                   | Amburgo                                                                     | Germania Est                                                                | 3 – 2                                                                       | Stati Uniti                                                                 | Amichevole                                                                  | -                                                                           | 65’                                                                         |
| 25-4-1990                                                                   | Glasgow                                                                     | Scozia                                                                      | 0 – 1                                                                       | Germania Est                                                                | Amichevole                                                                  | 1                                                                           |                                                                             |
| 13-5-1990                                                                   | Rio de Janeiro                                                              | Brasile                                                                     | 3 – 3                                                                       | Germania Est                                                                | Amichevole                                                                  | 1                                                                           |                                                                             |
| Totale                                                                      |                                                                             | Presenze                                                                    | 29                                                                          |                                                                             | Reti                                                                        | 7                                                                           |                                                                             |

| Cronologia completa delle presenze e delle reti in nazionale ― Germania | Cronologia completa delle presenze e delle reti in nazionale ― Germania | Cronologia completa delle presenze e delle reti in nazionale ― Germania | Cronologia completa delle presenze e delle reti in nazionale ― Germania | Cronologia completa delle presenze e delle reti in nazionale ― Germania | Cronologia completa delle presenze e delle reti in nazionale ― Germania | Cronologia completa delle presenze e delle reti in nazionale ― Germania | Cronologia completa delle presenze e delle reti in nazionale ― Germania |
| Data                                                                    | Città                                                                   | In casa                                                                 | Risultato                                                               | Ospiti                                                                  | Competizione                                                            | Reti                                                                    | Note                                                                    |
| ----------------------------------------------------------------------- | ----------------------------------------------------------------------- | ----------------------------------------------------------------------- | ----------------------------------------------------------------------- | ----------------------------------------------------------------------- | ----------------------------------------------------------------------- | ----------------------------------------------------------------------- | ----------------------------------------------------------------------- |
| 27-3-1991                                                               | Francoforte sul Meno                                                    | Germania                                                                | 2 – 1                                                                   | Unione Sovietica                                                        | Amichevole                                                              | -                                                                       |                                                                         |
| 1-5-1991                                                                | Hannover                                                                | Germania                                                                | 1 – 0                                                                   | Belgio                                                                  | Amichevole                                                              | -                                                                       |                                                                         |
| 5-6-1991                                                                | Cardiff                                                                 | Galles                                                                  | 1 – 0                                                                   | Germania                                                                | Qual. Euro 1992                                                         | -                                                                       | 46’                                                                     |
| 11-9-1991                                                               | Londra                                                                  | Inghilterra                                                             | 0 – 1                                                                   | Germania                                                                | Amichevole                                                              | -                                                                       | 81’                                                                     |
| 16-10-1991                                                              | Norimberga                                                              | Germania                                                                | 4 – 1                                                                   | Galles                                                                  | Qual. Euro 1992                                                         | 1                                                                       | 78’                                                                     |
| 20-11-1991                                                              | Bruxelles                                                               | Belgio                                                                  | 0 – 1                                                                   | Germania                                                                | Qual. Euro 1992                                                         | -                                                                       |                                                                         |
| 18-12-1991                                                              | Leverkusen                                                              | Germania                                                                | 4 – 0                                                                   | Lussemburgo                                                             | Qual. Euro 1992                                                         | -                                                                       | 46’                                                                     |
| 25-3-1992                                                               | Torino                                                                  | Italia                                                                  | 1 – 0                                                                   | Germania                                                                | Amichevole                                                              | -                                                                       | 69’                                                                     |
| 2-6-1992                                                                | Brema                                                                   | Germania                                                                | 1 – 1                                                                   | Irlanda del Nord                                                        | Amichevole                                                              | -                                                                       | 46’                                                                     |
| 12-6-1992                                                               | Norrköping                                                              | Comunità degli Stati Indipendenti                                       | 1 – 1                                                                   | Germania                                                                | Euro 1992 - 1º Turno                                                    | -                                                                       |                                                                         |
| 18-6-1992                                                               | Göteborg                                                                | Germania                                                                | 1 – 3                                                                   | Paesi Bassi                                                             | Euro 1992 - 1º Turno                                                    | -                                                                       | 77’                                                                     |
| 21-6-1992                                                               | Stoccolma                                                               | Svezia                                                                  | 2 – 3                                                                   | Germania                                                                | Euro 1992 - Semifinali                                                  | -                                                                       | 89’                                                                     |
| 26-6-1992                                                               | Göteborg                                                                | Danimarca                                                               | 2 – 0                                                                   | Germania                                                                | Euro 1992 - Finale                                                      | -                                                                       | 46’ 83’                                                                 |
| 9-9-1992                                                                | Copenaghen                                                              | Danimarca                                                               | 1 – 2                                                                   | Germania                                                                | Amichevole                                                              | -                                                                       | 73’                                                                     |
| 18-11-1992                                                              | Norimberga                                                              | Germania                                                                | 0 – 0                                                                   | Austria                                                                 | Amichevole                                                              | -                                                                       |                                                                         |
| 16-12-1992                                                              | Porto Alegre                                                            | Brasile                                                                 | 3 – 1                                                                   | Germania                                                                | Amichevole                                                              | -                                                                       | 68’                                                                     |
| 20-12-1992                                                              | Montevideo                                                              | Uruguay                                                                 | 1 – 4                                                                   | Germania                                                                | Amichevole                                                              | -                                                                       | 84’                                                                     |
| 24-3-1993                                                               | Glasgow                                                                 | Scozia                                                                  | 0 – 1                                                                   | Germania                                                                | Amichevole                                                              | -                                                                       | 60’                                                                     |
| Totale                                                                  |                                                                         | Presenze                                                                | 18                                                                      |                                                                         | Reti                                                                    | 1                                                                       |                                                                         |

### Statistiche da allenatore
Statistiche aggiornate al 28 giugno 2025. In grassetto le competizioni vinte.
| Stagione                 | Squadra                  | Campionato               | Campionato | Campionato | Campionato | Campionato | Coppe nazionali | Coppe nazionali | Coppe nazionali | Coppe nazionali | Coppe nazionali | Coppe continentali | Coppe continentali | Coppe continentali | Coppe continentali | Coppe continentali | Altre coppe | Altre coppe | Altre coppe | Altre coppe | Altre coppe | Totale | Totale | Totale | Totale | % Vittorie | Piazzamento      |
| Stagione                 | Squadra                  | Comp                     | G          | V          | N          | P          | Comp            | G               | V               | N               | P               | Comp               | G                  | V                  | N                  | P                  | Comp        | G           | V           | N           | P           | G      | V      | N      | P      | %          | Piazzamento      |
| ------------------------ | ------------------------ | ------------------------ | ---------- | ---------- | ---------- | ---------- | --------------- | --------------- | --------------- | --------------- | --------------- | ------------------ | ------------------ | ------------------ | ------------------ | ------------------ | ----------- | ----------- | ----------- | ----------- | ----------- | ------ | ------ | ------ | ------ | ---------- | ---------------- |
| mar.-giu. 2003           | Amburgo II               | RN                       | 14         | 3          | 6          | 5          | -               | -               | -               | -               | -               | -                  | -                  | -                  | -                  | -                  | -           | -           | -           | -           | -           | 14     | 3      | 6      | 5      | 21,43      | Sub. 14°         |
| 2003-2004                | Amburgo II               | RN                       | 34         | 11         | 11         | 12         | -               | -               | -               | -               | -               | -                  | -                  | -                  | -                  | -                  | -           | -           | -           | -           | -           | 34     | 11     | 11     | 12     | 32,35      | 9°               |
| lug.-ott. 2004           | Amburgo II               | RN                       | 12         | 8          | 1          | 3          | -               | -               | -               | -               | -               | -                  | -                  | -                  | -                  | -                  | -           | -           | -           | -           | -           | 12     | 8      | 1      | 3      | 66,67      | Sost.            |
| Totale Amburgo II        | Totale Amburgo II        | Totale Amburgo II        | 60         | 22         | 18         | 20         |                 | -               | -               | -               | -               |                    | -                  | -                  | -                  | -                  |             | -           | -           | -           | -           | 60     | 22     | 18     | 20     | 36,67      |                  |
| ott. 2004-2005           | Amburgo                  | BL                       | 26         | 14         | 3          | 9          | CG              | -               | -               | -               | -               | -                  | -                  | -                  | -                  | -                  | -           | -           | -           | -           | -           | 26     | 14     | 3      | 9      | 53,85      | Sub. 8°          |
| 2005-2006                | Amburgo                  | BL                       | 34         | 21         | 5          | 8          | CG              | 3               | 2               | 0               | 1               | Int.+CU            | 8+10               | 7+6                | 1+1                | 0+3                | -           | -           | -           | -           | -           | 55     | 36     | 7      | 12     | 65,45      | 3°               |
| 2006-gen. 2007           | Amburgo                  | BL                       | 19         | 1          | 12         | 6          | CG              | 1               | 0               | 0               | 1               | UCL                | 8                  | 1                  | 2                  | 5                  | CdL         | 2           | 1           | 0           | 1           | 30     | 3      | 14     | 13     | 10,00      | Eson.            |
| Totale Amburgo           | Totale Amburgo           | Totale Amburgo           | 79         | 36         | 20         | 23         |                 | 4               | 2               | 0               | 2               |                    | 26                 | 14                 | 4                  | 8                  |             | 2           | 1           | 0           | 1           | 111    | 53     | 24     | 34     | 47,75      |                  |
| mar.-mag. 2007           | Borussia Dortmund        | BL                       | 9          | 5          | 1          | 3          | CG              | -               | -               | -               | -               | -                  | -                  | -                  | -                  | -                  | -           | -           | -           | -           | -           | 9      | 5      | 1      | 3      | 55,56      | Sub. 9°          |
| 2007-2008                | Borussia Dortmund        | BL                       | 34         | 10         | 10         | 14         | CG              | 6               | 5               | 0               | 1               | -                  | -                  | -                  | -                  | -                  | -           | -           | -           | -           | -           | 40     | 15     | 10     | 15     | 37,50      | 13°              |
| Totale Borussia Dortmund | Totale Borussia Dortmund | Totale Borussia Dortmund | 43         | 15         | 11         | 17         |                 | 6               | 5               | 0               | 1               |                    | -                  | -                  | -                  | -                  |             | -           | -           | -           | -           | 49     | 20     | 11     | 18     | 40,82      |                  |
| 2009-2010                | Gençlerbirliği           | SL                       | 34         | 12         | 11         | 11         | TK              | 1               | 0               | 1               | 0               | -                  | -                  | -                  | -                  | -                  | -           | -           | -           | -           | -           | 35     | 12     | 12     | 11     | 34,29      | 10°              |
| ago.-ott. 2010           | Gençlerbirliği           | SL                       | 8          | 2          | 2          | 4          | TK              | -               | -               | -               | -               | -                  | -                  | -                  | -                  | -                  | -           | -           | -           | -           | -           | 8      | 2      | 2      | 4      | 25,00      | Resc. cons.      |
| Totale Gençlerbirliği    | Totale Gençlerbirliği    | Totale Gençlerbirliği    | 42         | 14         | 13         | 15         |                 | 1               | 0               | 1               | 0               |                    | -                  | -                  | -                  | -                  |             | -           | -           | -           | -           | 43     | 14     | 14     | 15     | 32,56      |                  |
| set. 2011-gen. 2012      | Al-Hilal                 | SPL                      | 17         | 11         | 4          | 2          | CPC+KC          | 1+0             | 1+0             | 0+0             | 0+0             | -                  | -                  | -                  | -                  | -                  | -           | -           | -           | -           | -           | 18     | 12     | 4      | 2      | 66,67      | Eson.            |
| dic. 2013-2014           | Ferencváros              | NBI                      | 13         | 9          | 3          | 1          | MK+MKL          | 0+5             | 0+3             | 0+1             | 0+1             | -                  | -                  | -                  | -                  | -                  | -           | -           | -           | -           | -           | 18     | 12     | 4      | 2      | 66,67      | Sub. 3°          |
| 2014-2015                | Ferencváros              | NBI                      | 30         | 19         | 7          | 4          | MK+MKL          | 9+13            | 7+8             | 2+3             | 0+2             | UEL                | 4                  | 1                  | 1                  | 2                  | -           | -           | -           | -           | -           | 56     | 35     | 13     | 8      | 62,50      | 2°               |
| 2015-2016                | Ferencváros              | NBI                      | 33         | 25         | 3          | 5          | MK              | 8               | 5               | 1               | 2               | UEL                | 4                  | 1                  | 1                  | 2                  | SU          | 1           | 1           | 0           | 0           | 46     | 32     | 5      | 9      | 69,57      | 1°               |
| 2016-2017                | Ferencváros              | NBI                      | 33         | 14         | 10         | 9          | MK              | 10              | 8               | 2               | 0               | UCL                | 2                  | 0                  | 2                  | 0                  | SU          | -           | -           | -           | -           | 45     | 22     | 14     | 9      | 48,89      | 4°               |
| 2017-2018                | Ferencváros              | NBI                      | 33         | 18         | 12         | 3          | MK              | 2               | 1               | 0               | 1               | UEL                | 4                  | 2                  | 0                  | 2                  | -           | -           | -           | -           | -           | 37     | 21     | 12     | 6      | 56,76      | 2°               |
| lug.-ago. 2018           | Ferencváros              | NBI                      | 5          | 4          | 1          | 0          | MK              | -               | -               | -               | -               | UEL                | 2                  | 0                  | 1                  | 1                  | -           | -           | -           | -           | -           | 7      | 4      | 2      | 1      | 57,14      | Resc. cons.      |
| Totale Ferencváros       | Totale Ferencváros       | Totale Ferencváros       | 147        | 89         | 36         | 22         |                 | 47              | 32              | 9               | 6               |                    | 16                 | 4                  | 5                  | 7                  |             | 1           | 1           | 0           | 0           | 211    | 126    | 50     | 35     | 59,72      |                  |
| gen.-mag. 2019           | Hannover 96              | BL                       | 15         | 3          | 1          | 11         | CG              | -               | -               | -               | -               | -                  | -                  | -                  | -                  | -                  | -           | -           | -           | -           | -           | 15     | 3      | 1      | 11     | 20,00      | Sub. 17° (retr.) |
| ago.-dic. 2019           | APOEL                    | A                        | 9          | 5          | 3          | 1          | CC              | -               | -               | -               | -               | UCL+UEL            | 3+5                | 1+2                | 1+1                | 1+2                | SC          | 1           | 1           | 0           | 0           | 18     | 9      | 5      | 4      | 50,00      | Sub. eson.       |
| apr. 2022-2023           | Persija                  | L1                       | 34         | 20         | 6          | 8          | CI              | 2               | 0               | 0               | 2               | -                  | -                  | -                  | -                  | -                  | -           | -           | -           | -           | -           | 36     | 20     | 6      | 10     | 55,56      | 2°               |
| 2023-2024                | Persija                  | L1                       | 34         | 12         | 12         | 10         | -               | -               | -               | -               | -               | -                  | -                  | -                  | -                  | -                  | -           | -           | -           | -           | -           | 34     | 12     | 12     | 10     | 35,29      | 8°               |
| Totale Persija           | Totale Persija           | Totale Persija           | 68         | 32         | 18         | 18         |                 | 2               | 0               | 0               | 2               |                    | -                  | -                  | -                  | -                  |             | -           | -           | -           | -           | 70     | 32     | 18     | 20     | 45,71      |                  |
| Totale carriera          | Totale carriera          | Totale carriera          | 480        | 227        | 124        | 129        |                 | 61              | 40              | 10              | 11              |                    | 50                 | 21                 | 11                 | 18                 |             | 4           | 3           | 0           | 1           | 595    | 291    | 145    | 159    | 48,91      |                  |

## Palmarès

### Giocatore
- Campionato tedesco orientale: 2

Dinamo Berlino: 1986-1987, 1987-1988
- Coppa della Germania Est: 2

Dinamo Berlino: 1987-1988, 1988-1989
- DFV-Supercup: 1

Dinamo Berlino: 1989

### Allenatore

#### Competizioni nazionali
- Coppa d'Ungheria: 3

Ferencváros: 2014-2015, 2015-2016, 2016-2017
- Coppa di Lega ungherese: 1

Ferencváros: 2014-2015
- Supercoppa d'Ungheria: 2

Ferencváros: 2015, 2016
- Campionato ungherese: 1

Ferencváros: 2015-2016
- Supercoppa di Cipro: 1

APOEL Nicosia: 2019

#### Competizioni internazionali
- Coppa Intertoto UEFA: 1 [7]

Amburgo: 2005